# Willi Rudolf Sawatzki
Willi Rudolf Sawatzki (* 10. November 1919 in Perleberg; †  5. Juni 1998 in Hamburg) war ein deutscher SS-Hauptscharführer, der im Vernichtungslager Auschwitz-Birkenau tätig gewesen ist. 1976 wurde er während der Auschwitzprozesse freigesprochen, da ihm eine Beteiligung an Gräueln nicht nachgewiesen werden konnte.

## Leben
Sawatzki war von Beruf Stellmacher. Seit 1938 war er bei der Waffen-SS und wurde im Zweiten Weltkrieg u. a. in Polen, Frankreich und der Sowjetunion eingesetzt.
Im Dezember 1941 versetzte man ihn in das KZ Auschwitz, wo er zunächst als Wachmann, später als Blockführer im Männerlager von Auschwitz II, diente. Dazu war er seit Dezember 1943 bis zum Juni 1944 Arbeitsdienstführer im so genannten Zigeunerlager.
Nach Kriegsende wurde er durch ein Sowjetisches Militärtribunal am 29. März 1947 aufgrund seiner Teilnahme an der Ermordung von 80.000 Juden in der Gaskammer zum Tode verurteilt. Das Todesurteil wurde jedoch nicht vollstreckt und Sawatzki am 26. April 1956 aus dem Zuchthaus Bautzen entlassen.
Sawatzki arbeitete danach als technischer Zeichner in Hamburg und kam 1974 im Rahmen der Frankfurter Auschwitzprozesse erneut vor Gericht. Der Zeuge Arie Fuks hatte Sawatzki bereits im Verlauf des ersten Auschwitzprozesses gegen Robert Mulka et al. belastet. Erst Jahre später wurde er erneut verhört und gab an, Sawatzki habe 400 jüdische Kinder aus Ungarn getötet. Diese waren im Alter zwischen acht und vierzehn und kamen im Rahmen der sog. Ungarn-Aktion im Frühjahr 1944 in Auschwitz-Birkenau an. Da vermutlich zu diesem Zeitpunkt nicht genügend Zyklon B zur Verfügung stand, wurden die Kinder mit Lastwagen zu den Verbrennungsgruben in der Nähe der Gaskammern gefahren und lebendig ins Feuer gekippt. Dass die SS oftmals auf diese Weise verfuhr und wahlweise Kinder aus Transporten oder Kranke und Gebrechliche aus dem Lager lebendig verbrannte, ist auch durch andere Zeugenaussagen belegt. Das Frankfurter Gericht sprach Sawatzki aber von derlei Vorwürfen frei. So habe der einzige Zeuge für die konkrete Tat, Fuks, nicht eindeutig erklären können, ob die Kinder von den SS-Männern geworfen oder direkt vom Lastwagen in die Flammen gekippt worden seien. Auch dass Sawatzki oftmals aktiv bei den Selektionen auf der Rampe arbeitete und die Opfer zu den Gaskammern trieb, was ihm auch sein ehemaliger Kollege Georg Bonigut zur Last legte, hielt das Gericht für „falsch interpretiert“. Vielmehr folgte es der Behauptung des Angeklagten, er habe lediglich oftmals bei der Rampe gestanden, aber nicht auf der Rampe gearbeitet. Auch Zeugenaussagen, wonach Sawatzki ein umgänglicher SS-Mann gewesen sei, wertete das Gericht zu seinem Vorteil. Die Historikerin Katharina Stengel bemängelt daher, dass im Verfahren ein „eindimensionales Bild vom Lager“ bestand: Die Richter sahen es als unwahrscheinlich an, dass ein SS-Mann zu verschiedenen Zeiten und Gelegenheiten unterschiedliche Verhaltensformen an den Tag legen konnte.
Am 26. Februar 1976 wurde Sawatzki nach zwei Jahren Verhandlungsdauer aus Mangel an Beweisen freigesprochen. Er starb am 5. Juni 1998 im Alter von 78 Jahren an seinem Wohnort Hamburg und wurde dort auch begraben.